# Iconografia di Beatrice d'Este

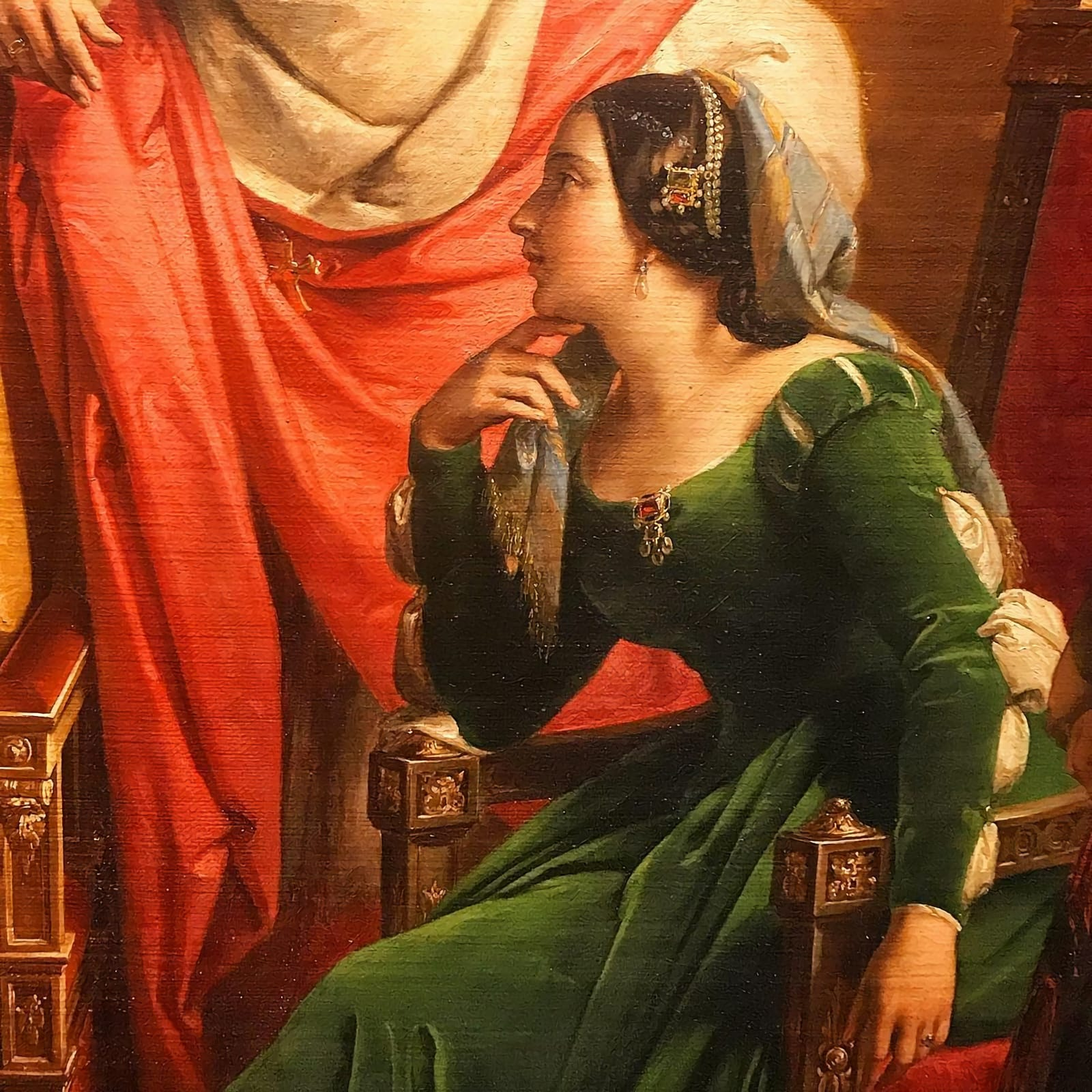
Dettaglio della duchessa Beatrice nel dipinto di Francesco Podesti.

L'iconografia di Beatrice d'Este, duchessa di Milano, riguarda l'insieme delle opere pittoriche, scultoree e incisorie che la raffigurano, sia coeve sia postume.

## Fortuna iconografica
Al personaggio di Beatrice d'Este è stato dedicato il primo studio di iconografia storica pubblicato nella rivista di Domenico Gnoli e Adolfo Venturi nel 1890: "L'Archivio Storico dell'Arte", da parte di Giuseppe Coceva. Un ulteriore studio le è dedicato nel secondo volume della grande enciclopedia sforzesca di Francesco Malaguzzi Valeri: La corte di Lodovico il Moro: gli artisti Lombardi.
Nel corso del XIX i personaggi della corte sforzesca, e specialmente Ludovico il Moro e la moglie Beatrice, divengono oggetti di culto rappresentativo: eventi come il profondo dolore di Ludovico per la tragica morte della moglie Beatrice d'Este, il presunto avvelenamento del duca Gian Galeazzo, la chiamata dei francesi in Italia e l'usurpazione del ducato di Milano, la presenza di artisti del calibro di Leonardo da Vinci, furono fonte d'ispirazione ad artisti e letterati, specialmente appartenenti alla nuova corrente del Romanticismo.

## Ritratti coevi
In proporzione ad altri nobili della sua epoca, numerosi sono i ritratti che di Beatrice ci sono pervenuti. Ciò è dovuto sia al mecenatismo di cui ella e il marito si facevano promotori, sia alla sua disponibilità a farsi ritrarre. La maggior parte di questi ritratti sono di certa identificazione, o perché ne riportano il nome o per via dei tratti distintivi del soggetto, quali l'acconciatura a coazzone.

### Ritratti certi
I più celebri rimangono il busto realizzato probabilmente da Gian Cristoforo Romano attorno al 1490, oggi conservato al Museo del Louvre, il monumento funebre di Cristoforo Solari alla Certosa di Pavia e la Pala Sforzesca della Pinacoteca di Brera. Nota tuttavia Malaguzzi Valeri che come il Solari non si preoccupò di riprodurre i veri tratti di Beatrice, dovendo la statua essere collocata al sommo di un monumento e dunque vista dal basso e da lontano, così l'ignoto e grossolano pittore della Pala Sforzesca alterò la fisionomia della donna rispetto ai raffinati disegni originari di Ambrogio de Predis, indurendo i lineamenti del volto sino a renderlo quasi irriconoscibile: «egli ha preferito curare con monotonia infinita gli accessori dell'abito, talché la duchessa, più che persona viva, appare una bambola troppo adornata».
| Ritratto | Titolo                                                                | Autore e data                           | Note |
| -------- | --------------------------------------------------------------------- | --------------------------------------- | --- |
|          | Ritratto di Beatrice d'Este                                           | Cosmè Tura (?), 1485                    | Primo ritratto noto di Beatrice, realizzato nell'autunno del 1485 all'età di dieci anni come regalo di Natale per il promesso sposo Ludovico il Moro. Si possono notare qui già tutti i tratti distintivi di Beatrice da adulta: il coazzone, le ciocche di capelli sfuggenti e la predilezione per le perle, nonché, sul petto, quello che parrebbe essere l'anello diamantato degli Este, stemma personale del padre Ercole, che Beatrice mostra anche nel busto scultoreo realizzato prima delle nozze. Il dipinto andò smarrito nel corso del Novecento al mercato antiquario di Parigi, ma se ne conserva una fotografia in bianco e nero nel Catalogo della Fondazione Zeri. |
|          | Busto di Beatrice d'Este                                              | Gian Cristoforo Romano (?), 1490 circa  | Secondo alcune ipotesi, un busto realizzato poco prima delle nozze, poiché l'iscrizione indica Beatrice ancora come figlia di Ercole d'Este e non come moglie del Moro. |
|          |                                                                       | 1492 ca.                                | Busto di Beatrice nel portale d'ingresso della Canonica di Sant'Ambrogio a Milano. |
|          |                                                                       | Giovanni Pietro Birago, 1494.           | La miniatura più famosa, opera di Giovanni Pietro Birago, è contenuta nel diploma di donazione del 28 gennaio 1494, oggi conservato alla British Library di Londra, col quale il marito la infeudava di numerose terre. "Non è più la fanciulla che ci ha fatto conoscere il suo busto, è la duchessa di Bari, moglie di Ludovico il Moro, l'imperiosa rivale della duchessa di Milano. Ella è lì, vista di profilo, dritta, rigida, arrogante e fiera, i suoi lunghi capelli sono divisi in due fasce tenute scoperte da una rete e da un ferro; come nel busto, cadono da dietro con un'ampia torsione; una collana di perle circonda il colletto scoperto; l'abito in velluto scuro è impreziosito da ricami e finiture in tessuto chiaro. Non è la solita Beatrice, allegra, sbadata forse, ma affascinante di giovinezza ed entusiasmo, è la principessa, la politica, la vera reggente dei milanesi che presto farà appello a tutte le sue facoltà di energia e di saper fare per sostenere e consigliare suo marito in circostanze gravi". (Gustave Clausse) |
|          | Pala Sforzesca                                                        | Maestro della Pala Sforzesca, 1495-1495 | "È sempre la stessa donnina, magra, con il petto stretto, il mento rotondo, le labbra forti, i capelli abbondanti raccolti e ricadenti fino a terra in una forte treccia dietro di lei, ma il movimento della testa è imperioso, in dallo sguardo dei suoi occhi castani leggiamo la fermezza del suo carattere". (Gustave Clausse) |
|          | Ritratti dei duchi di Milano nella Crocifissione di Donato Montorfano | Leonardo da Vinci, 1495-1498            | Da Leonardo era stata "divinamente" ritratta, come scrive il Vasari, sull'affresco della Crocifissione di Donato Montorfano nel refettorio di Santa Maria delle Grazie, tuttavia la tecnica a secco dell'artista si deteriorò in maniera tale da essere oggi a stento distinguibile. |
|          | Portale della stanza del lavabo                                       | Ultimo decennio XV secolo               | Busti delle duchesse di Milano nel Portale della stanza del lavabo, Certosa di Pavia, fine XV secolo. L'effigie di Beatrice è la seconda al centro sulla sinistra, speculare a quella della suocera Bianca Maria Visconti, mentre sul lato destro si trovano quelle di Isabella d'Aragona e Bona di Savoia |
|          |                                                                       | Antonio Grifo                           | Si è notata una certa somiglianza tra la fisionomia di Beatrice e quella "un po' impertinente" della Laura del canzoniere marciano di Antonio Grifo. Sono senz'altro Ludovico e Beatrice la coppia che, nel Canzoniere Queriniano miniato dal Grifo, al folio 119 r. fa da guida alle altre. Potrebbe essere stata raffigurata, sempre dal Grifo, in un capolettera miniato al folio 182 v. dell'incunabolo della Divina Commedia presso la Casa di Dante in Roma. |
|          |                                                                       | 1495-1496                               | Niello raffigurante Beatrice inginocchiata dinanzi alla Vergine. L'iscrizione indica che la sua realizzazione risale a quanto ella era già duchessa di Milano. |
|          |                                                                       | 1495-1496                               | Ut supra. Raccolte d'arte applicate del Castello Sforzesco di Milano. |
|          |                                                                       | 1497                                    | Subito dopo la sua morte, Ludovico fece coniare un testone con l'effige propria da un lato e della moglie dall'altro. Si tratta di uno dei primi esempi di monetazione di questo tipo, testimonianza di grande amore e ammirazione nei confronti della consorte. |
|          | Cenotafio di Ludovico il Moro e Beatrice d'Este                       | Cristoforo Solari, 1497-1499            | |
|          | Lunetta di Beatrice d'Este                                            | Bernardino Luini, inizi del XVI secolo  | Fa parte della serie di lunette del Palazzo degli Atellani a Milano raffiguranti i principali membri della casa Sforza, oggi nei musei del Castello Sforzesco. |
|          |                                                                       | 1495 circa                              | Altra sua miniatura si trova nel Messale Arcimboldi della Biblioteca capitolare del Duomo di Milano, nella scena dell'investitura ducale del marito. La fanciulla bionda sulla destra è forse la figliastra Bianca Giovanna. |

### Ritratti presunti
| Ritratto | Titolo                                                       | Autore e data                                                                                 | Note |
| -------- | ------------------------------------------------------------ | --------------------------------------------------------------------------------------------- | --- |
|          | Ritratto di Beatrice d'Este                                  | Cerchia di Leonardo da Vinci                                                                  | N. 209, Galleria degli Uffizi |
|          | La dama di Rothschild o Ritratto di giovane donna di profilo | Considerato opera della cerchia di Leonardo da Vinci, e precisamente di Bernardino de' Conti. | |
|          | Ritratto di giovane donna di profilo                         | Attribuito ad Ambrogio de Predis.                                                             | |
|          | Ritratto di giovane donna                                    | Cerchia di Leonardo da Vinci.                                                                 | |
|          | La duchesse de Bar                                           | Anonimo francese, 1494-95 ca.                                                                 | Miniatura dal manoscritto Les dictz des femmes de diverses nations: una giovane donna in sella a un mulo, con un vistoso cappello piumato, un vestito a righe orizzontali, una bacchetta in mano e un pugnaletto cinto al fianco. La scritta recita: "Per portamento fiero e volto allegro / Costume sontuoso nel nuovo stile / Per gentile benvenuto e scelta bellezza / Non c'è nessuno nella memoria / che abbia mai così tanto compiaciuto Carlo il re di Francia." Riferendosi alle sontuose accoglienze milanesi ad Asti e alla sua effettiva esuberanza nel vestire, che tanto colpì i visitatori francesi, lo storico René Maulde-La-Clavière identificò questa duchesse de Bar proprio con Beatrice. In effetti il marito Ludovico era anche detto "duc de Bar" in francese, e Carlo stesso si rivolgeva a lui con questo titolo: "notre trés cher et trés amé cousin, le seigneur Ludovic, duc de Bar". L'identificazione sarebbe confermata dal fatto che Luigi d'Orléans chiamasse inequivocabilmente Beatrice "la duchesse de Bar". |
|          |                                                              | Ultimo decennio XV sec.                                                                       | Bassorilievo probabilmente raffigurante Beatrice. Museo d’Arte Antica del Castello Sforzesco, inv. 1236. |
|          | Affresco della Sala del Tesoro                               | Attribuito a Benvenuto Tisi da Garofalo, 1503-1506                                            | Il volto delle due sorelle, Beatrice e Isabella, è stato riconosciuto nelle due spettatrici che, teneramente abbracciate, si affacciano dall'affresco di Benvenuto Tisi da Garofalo nel soffitto della Sala del Tesoro di Palazzo Costabili a Ferrara. Poiché risalente agli anni 1503-1506, esso costituirebbe un omaggio degli Este alla congiunta ormai defunta. |
|          | Ritratto di Barbara Pallavicino                              | Attribuito ad Alessandro Araldi.                                                              | La ragione della proposta identificazione, oltre che su una certa somiglianza fisica, si basa sulla collana indossata dalla donna, la quale corrisponde alla descrizione fatta dalla duchessa Eleonora d'Aragona sul dono di nozze mandato da Ludovico alla figlia: "una bella collana cum perle grosse ligate in fiori d'oro et uno bello zoglielo da atachare a dicta collana, nel quale è uno bellissimo smiraldo de grande persona, et uno balasso et una perla in forma de un pero". |
|          | Belle Ferronnière                                            | Leonardo da Vinci                                                                             | Beatrice è una delle possibili candidate per l'identificazione con la Belle Ferronnière. |
|          | Ritratto di signora in rosso                                 | Attribuito a Bernardino Zaganelli                                                             | Anche qui la collana sembra corrispondere alla descrizione fatta da Eleonora sul dono di nozze mandato da Ludovico alla figlia, inoltre il motivo dei nodi vinciani sul corpetto rimanda a una donna di casa Sforza. |
|          | Bassorilievo di gentildonna                                  | Attribuito a Matteo Civitali                                                                  | Enrico Ridolfi notò la somiglianza di questo bassorilievo (oggi al Museo del Bargello di Firenze) con alcuni altri ritratti di Beatrice. |

#### Il ritratto di dama dell'Ambrosiana
Il Ritratto di dama della Pinacoteca Ambrosiana è, contrariamente a ogni ragione iconografia, tradizionalmente attribuito a Beatrice fin dal XIX secolo, tuttavia i tratti del volto assai dissimili da quelli noti, nonché l'assenza del coazzone, distolgono da questa idea. Oggi è perlopiù identificato come ritratto di Anna Maria Sforza.

### Comparazioni

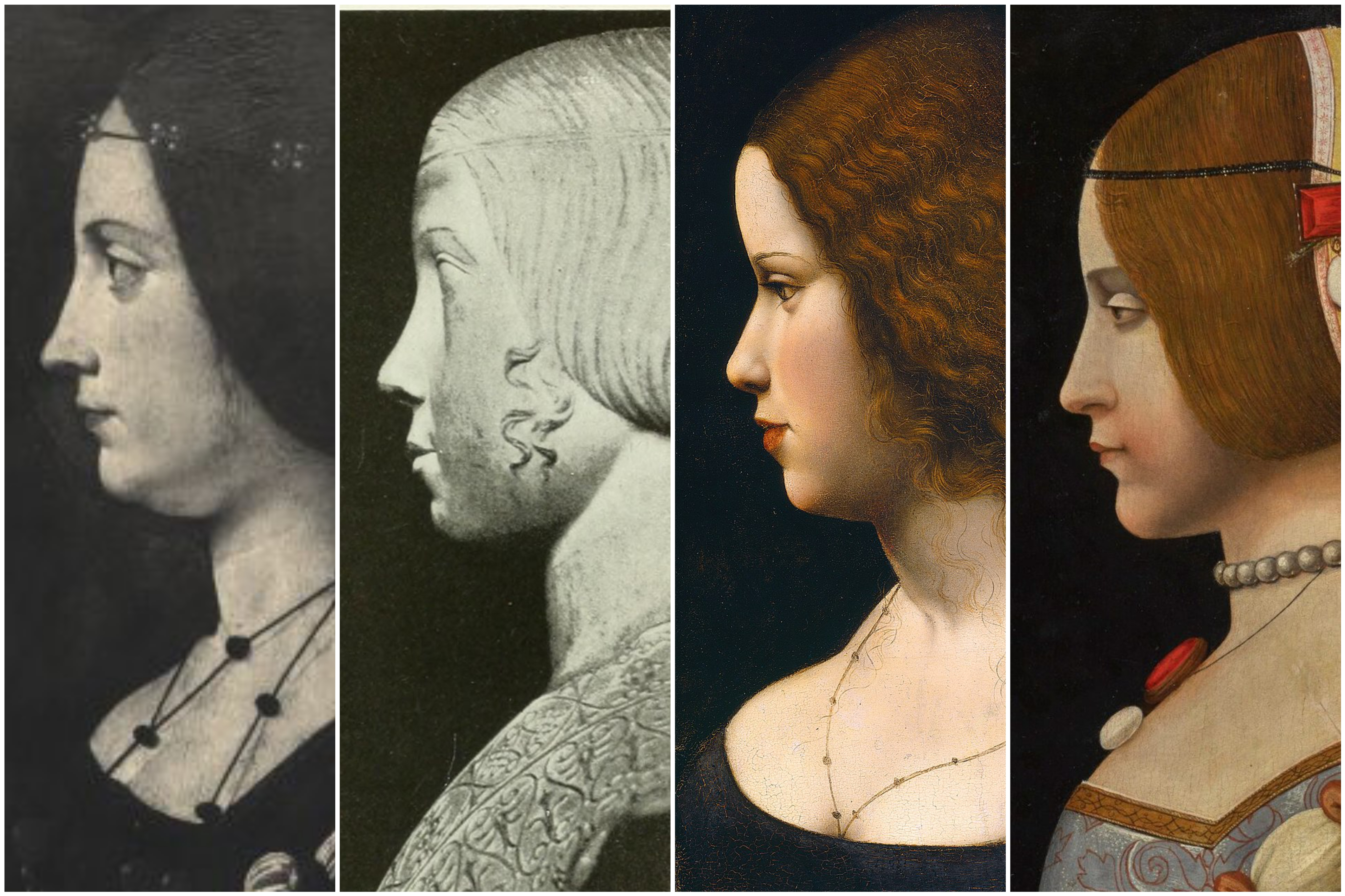
Tre presunti ritratti comparati a quello certo del Louvre.
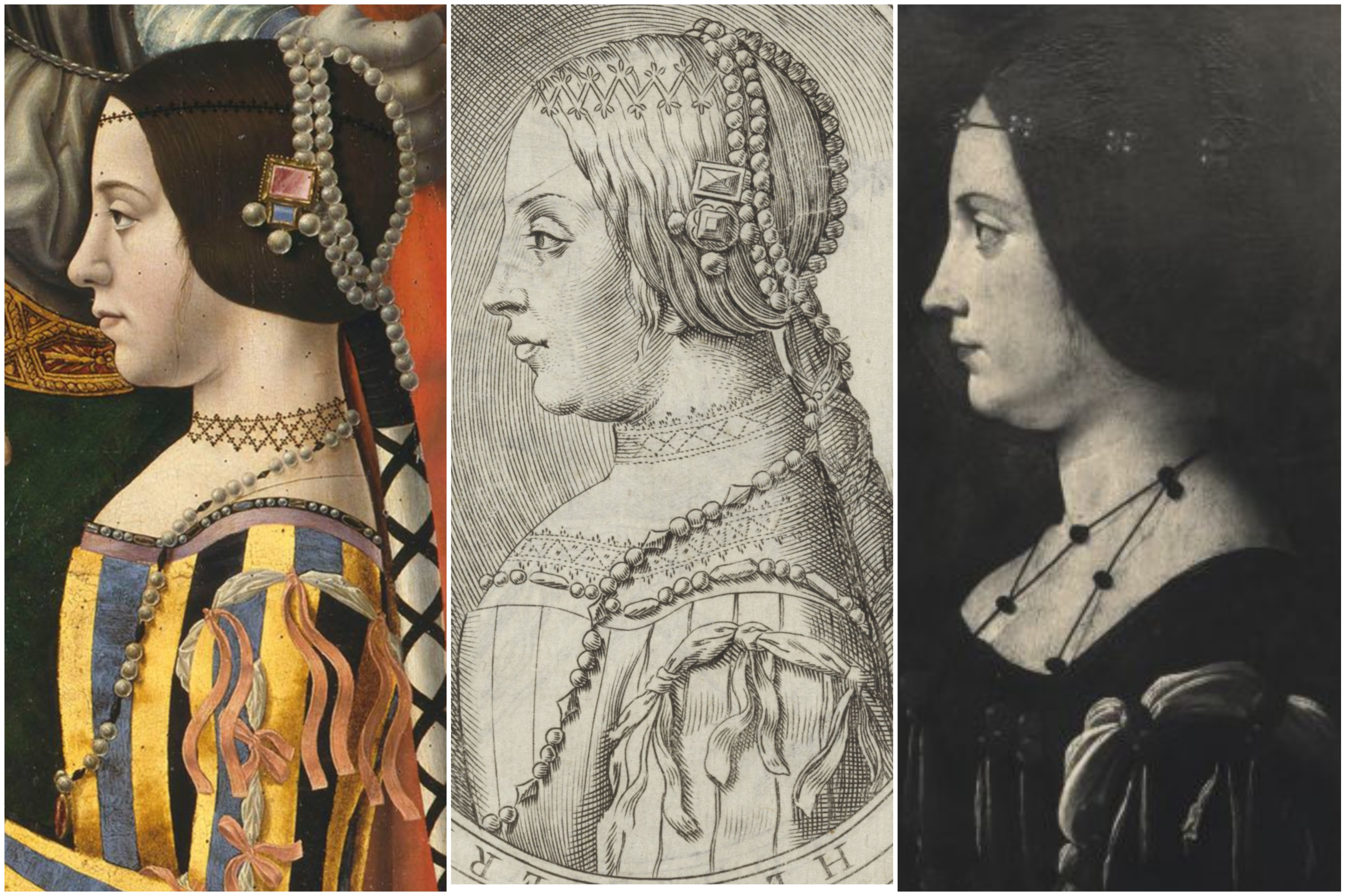
Nell'incisione del Carracci, il vestiario e i gioielli sono ripresi dalla Pala Sforzesca, ma l'espressione è più simile al presunto ritratto del Predis.
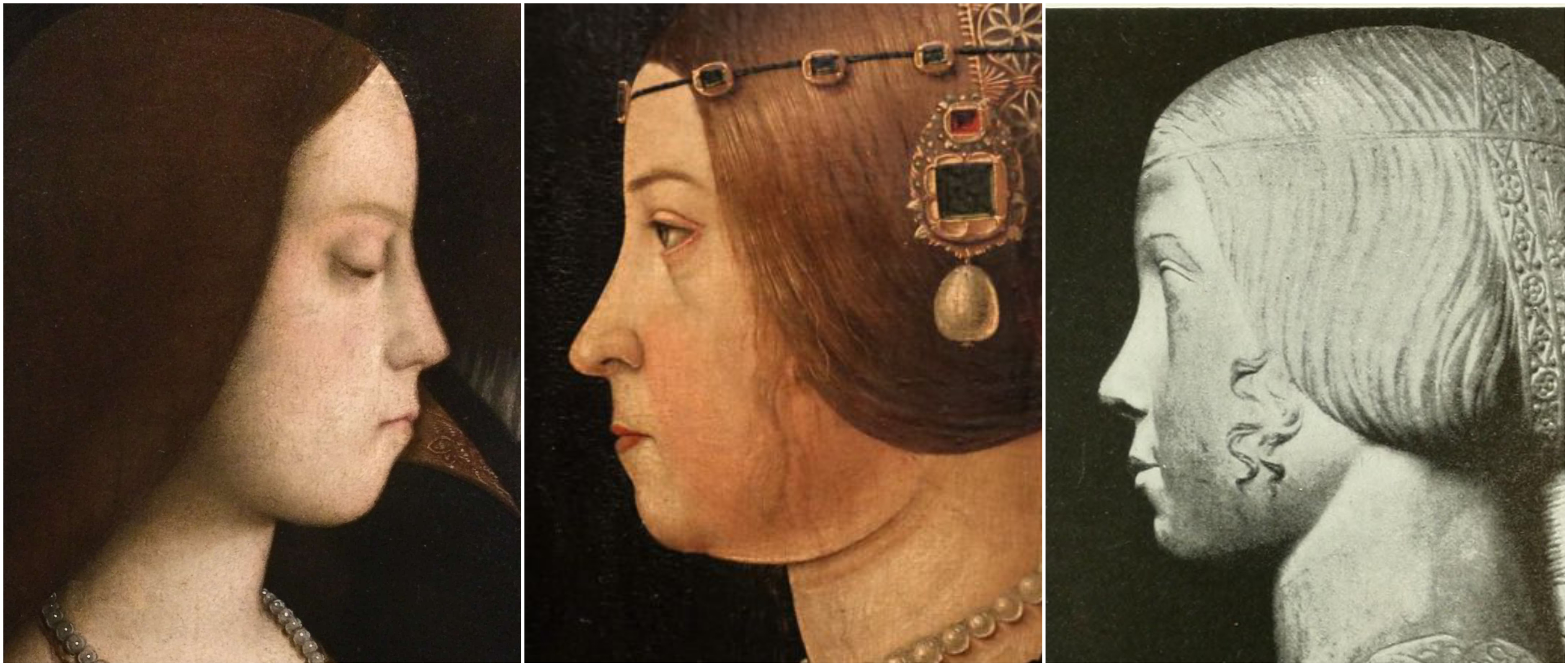
Comparazione del Ritratto di Barbara Pallavicino con quelli certi della stessa Barbara (a sinistra) e di Beatrice (a destra).
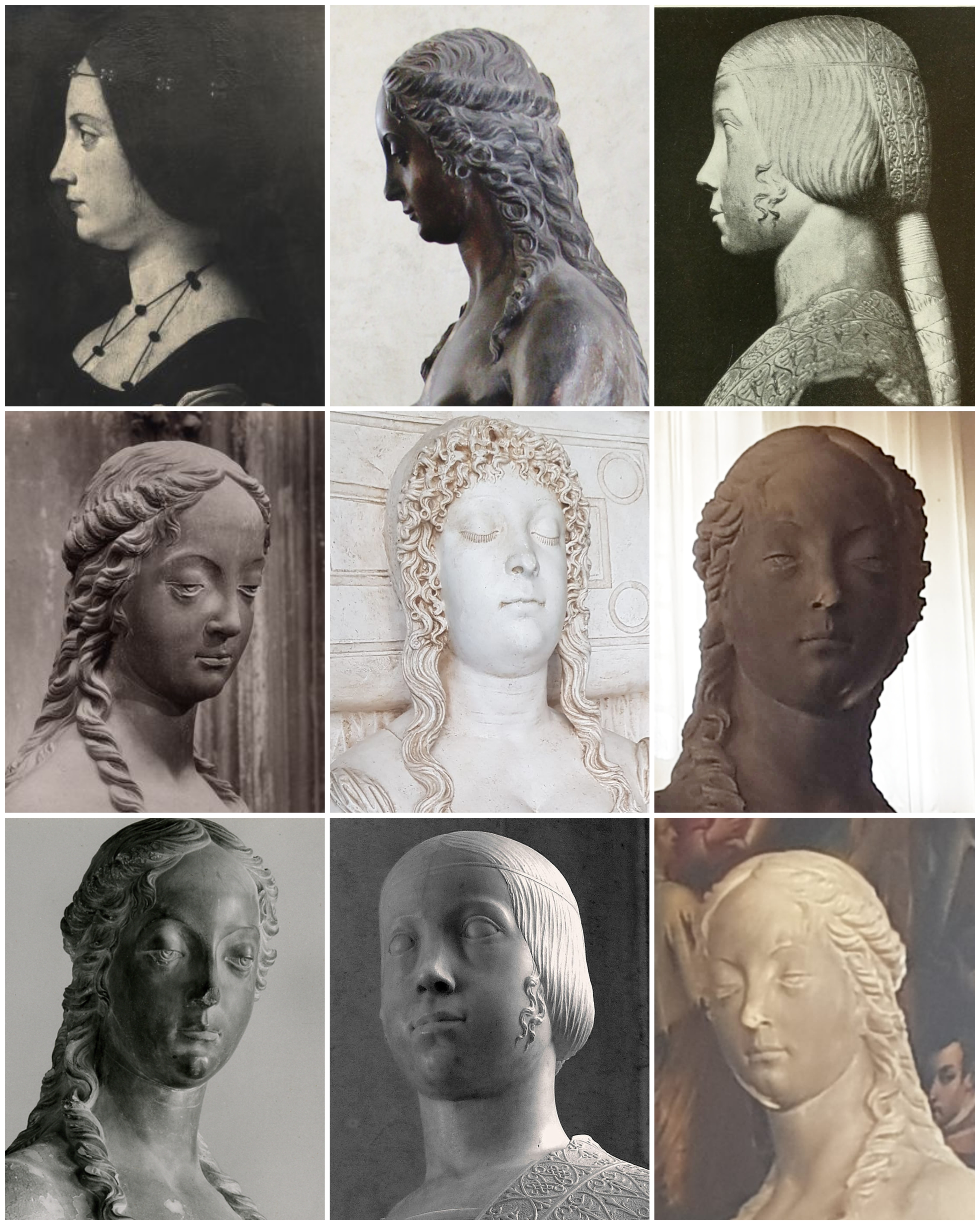
Curiosa somiglianza con la statua di Eva al Palazzo Ducale di Venezia, opera di Antonio Rizzo. Probabilmente una casualità. La datazione oscilla, a seconda dei critici, fra il 1470-80 e il 1490-97.
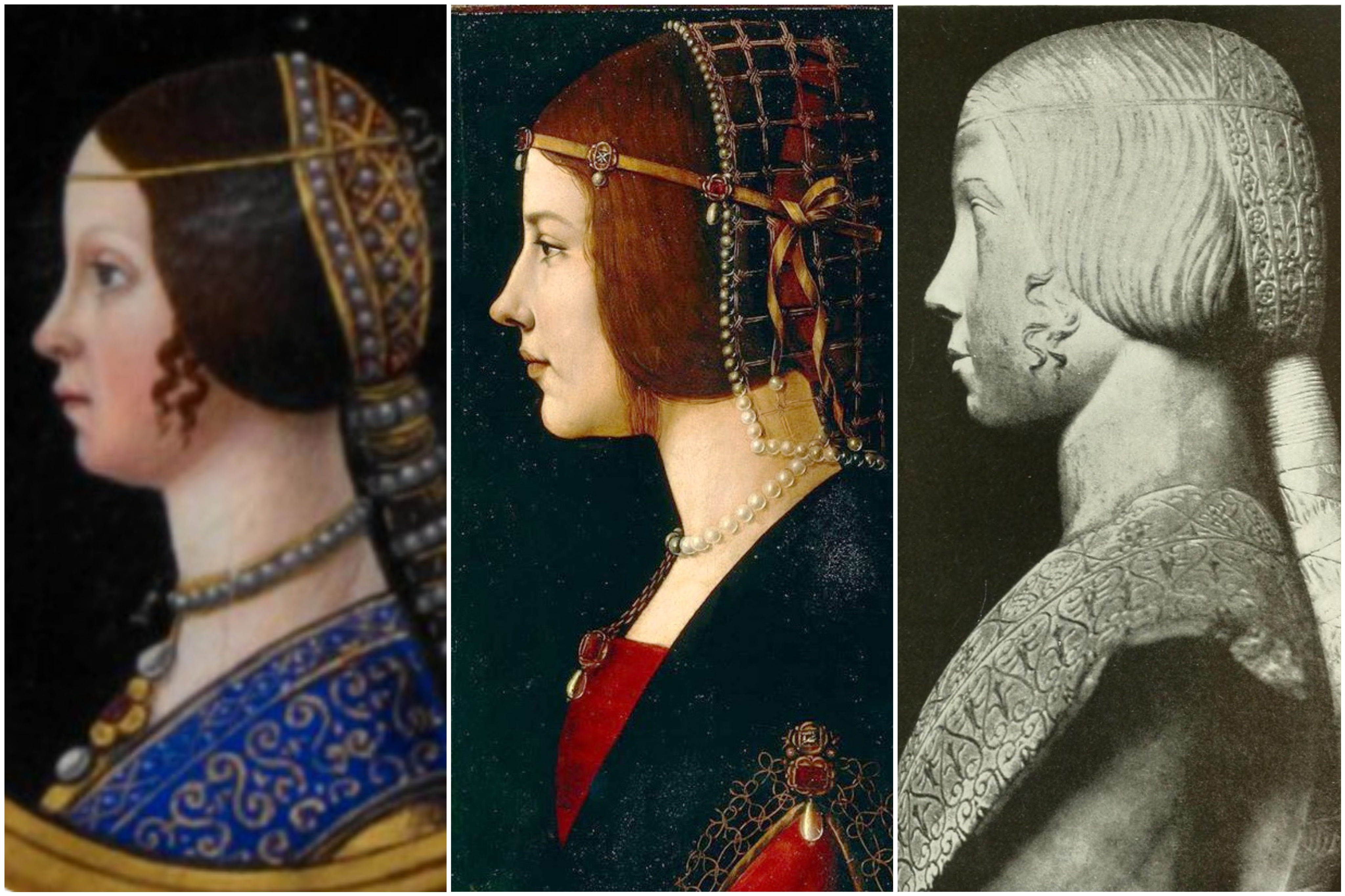
Il Ritratto di dama dell'Ambrosiana (al centro) a confronto con due ritratti certi.
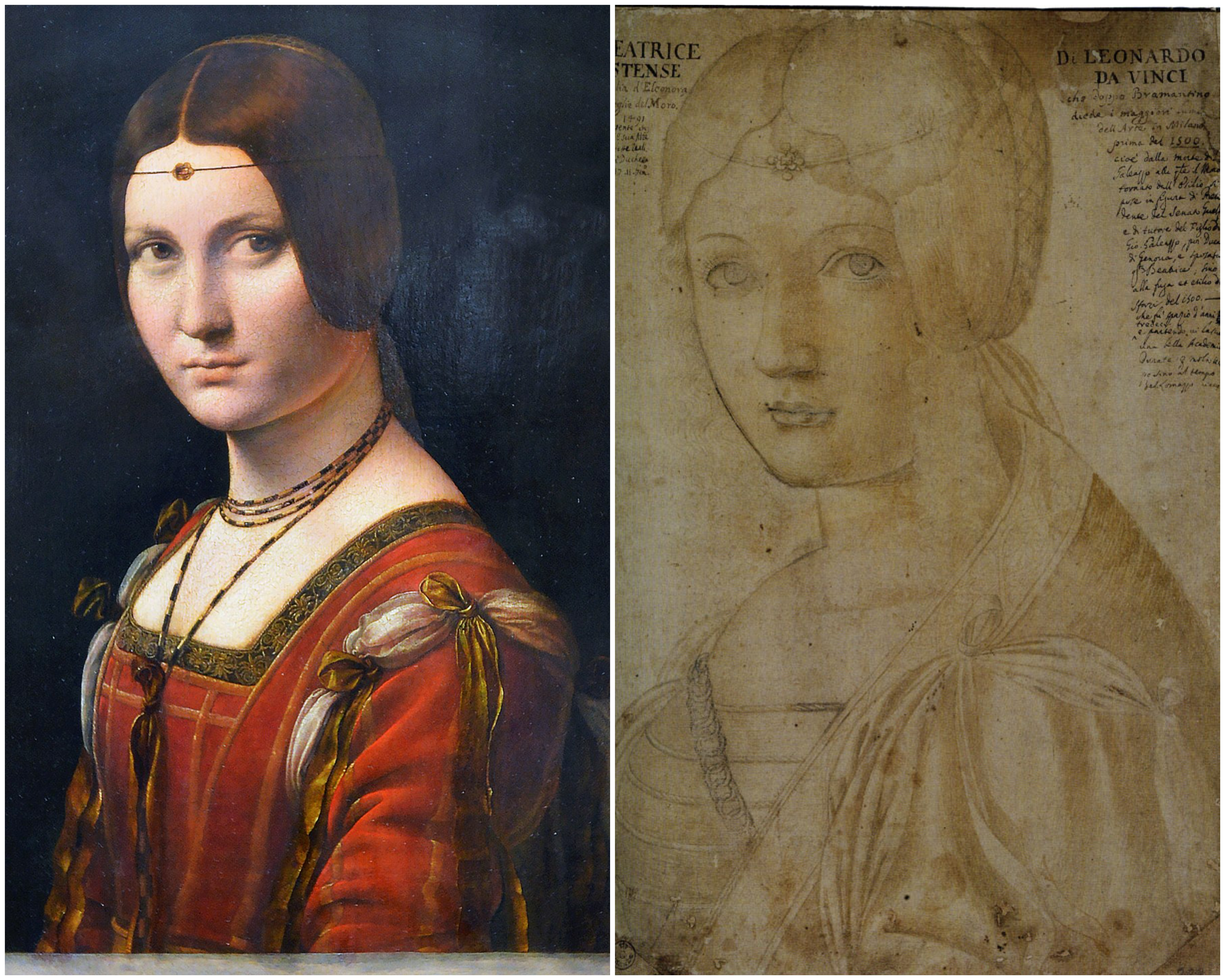
La Bella Ferronnière di Leonardo e il presunto ritratto di Beatrice a confronto.

## Raffigurazioni nell'arte
Più recentemente è stata omaggiata insieme alla sua corte in opere di pittori come Giambattista Gigola (1816-1820), Giuseppe Diotti (1823), Francesco Gonin (1845), Francesco Podesti (1846), Cherubino Cornienti (1840 e 1858), Eleanor Fortescue-Brickdale (1920):
| Opera | Titolo                                                                                                 | Autore e data                                                      | Descrizione |
| ----- | --- | ------------------------------------------------------------------ | --- |
|       | | Agostino Carracci, XVI secolo.                                     | Incisione raffigurante Beatrice, da Cremona fedelissima città, et nobilissima colonia de romani o anche Cremona ... rappresentata in disegno col suo contado et illustrata d'una breve historia delle cose più notabili, Antonio Campi. |
|       | | Antonio Campi, 1547-1587.                                          | Copia dalla Pala Sforzesca, probabile base per la suddetta incisione di Agostino Carracci. Disegno firmato dal figlio Claudio Carracci e conservato al Museo Britannico. |
|       | | Pompeo Marchesi, XVIII secolo.                                     | Sulla facciata del Palazzo degli Atellani a Milano fu scolpito da Pompeo Marchesi un medaglione che la raffigura. |
|       | Dipinto di Beatrice d'Este                                                                             | ca 1700-1749                                                       | Copia dalla Pala Sforzesca. |
|       | Lunetta del Portale di Santa Maria delle Grazie                                                        | Michelangelo Bellotti, 1729.                                       | L'affresco, rappresentante i duchi Ludovico e Beatrice inginocchiati in preghiera, sostituisce un precedente e perduto affresco attribuito a Leonardo da Vinci. |
|       | Beatrix Estensis, Ludovici uxor                                                                        |                                                                    | Copia libera antica. |
|       | La corte di Ludovico il Moro                                                                           | Giuseppe Diotti, 1823                                              | A partire da sinistra: un paggio apre la porta al segretario Bartolomeo Calco. Al centro della scena sono seduti il cardinale Ascanio, la duchessa Beatrice e il duca Ludovico, cui Leonardo da Vinci mostra il progetto per l'affresco del Cenacolo. Intorno a loro sono riconoscibili altre grandi personalità della corte: a sinistra Bramante col matematico Fra' Luca Pacioli; a destra il musicista Franchino Gaffurio, il poeta Bernardo Bellincioni e lo storico Bernardino Corio. |
|       | Leonardo presenta il bozzetto dell'Ultima Cena al Duca di Milano Ludovico il Moro                      | Francesco Podesti, 1846                                            | Al centro della scena sono, come altrove, il duca con la duchessa Beatrice e il cardinale Ascanio. |
|       | The Forerunner o La corte di Ludovico il Moro                                                          | Eleanor Fortescue-Brickdale                                        | Sulla sinistra si riconoscono la duchessa Beatrice, cui un cortigiano sussurra qualcosa all'orecchio; fra' Savonarola, Cecilia Gallerani ed Elisabetta Gonzaga; un paggio abbraccia inoltre una scimmietta, omaggio a quella realmente posseduta dai duchi. Sulla destra Leonardo da Vinci mostra il suo modellino di macchina volante al duca Ludovico; assistono divertiti alcuni cortigiani e il piccolo biondo Ercole Massimiliano.                                                    |
|       | L'addio di Ludovico il Moro alle ceneri della moglie Beatrice d'Este                                   | Giovanni Battista Gigola, 1815 ca                                  | Assistono sulla sinistra i frati di S. Maria delle Grazie, sulla destra i due orfanelli Ercole Massimiliano e Francesco con le rispettive balie, nonché Bramante e Leonardo. |
|       | Ludovico il Moro in visita a Leonardo da Vinci nel Refettorio di Santa Maria delle Grazie              | Cherubino Cornienti, metà XIX secolo                               | Alle spalle del biondo Moro, la duchessa Beatrice e il cardinale Ascanio ammirano assorti l'opera. |
|       | Ludovico il Moro e Beatrice d'Este visitano Leonardo da Vinci mentre dipinge il Cenacolo               | Cherubino Cornienti, 1840                                          | |
|       | Leonardo da Vinci mostra ai duchi di Milano Ludovico il Moro e Beatrice d'Este le chiuse del Naviglio. | Cherubino Cornienti, 1858.                                         | |
|       | Il duca Ludovico visita la tomba della moglie nella chiesa di Santa Maria delle Grazie                 | Alessandro Reati, fra il 1850 e il 1873.                           | |
|       | Leonardo da Vinci mostra a Ludovico il Moro e a Beatrice d'Este le conche del Naviglio.                | Cherubino Cornienti, post 1842 - ante 1864. Musei civici di Monza. | |
|       | Leonardo da Vinci mostra a Ludovico il Moro e a Beatrice d'Este le conche del Naviglio.                | Cherubino Cornienti, post 1842 - ante 1864.                        | Il duca e la duchessa sono colti nell'attimo in cui arrivano a cavallo. |
|       | Beatrice d'Este ritratta da Leonardo da Vinci.                                                         | Giuseppe Bertini, fine XIX secolo.                                 | |
|       | Leonardo da Vinci presenta il Cenacolo a Lodovico Il Moro e Beatrice d'Este                            | David Passigli, 1856                                               | intaglio miniato. |
|       | Leonardo mostra le chiuse dei navigli ai duchi Ludovico e Beatrice.                                    |                                                                    | Il monumento a Leonardo da Vinci in Piazza della Scala a Milano. Dettaglio. |
|       | Ritratto di Beatrice d'Este                                                                            | Domenico Mingione detto "Mimmo", 2021.                             | Basato sul disegno di scuola leonardesca. |

### Opere derivate

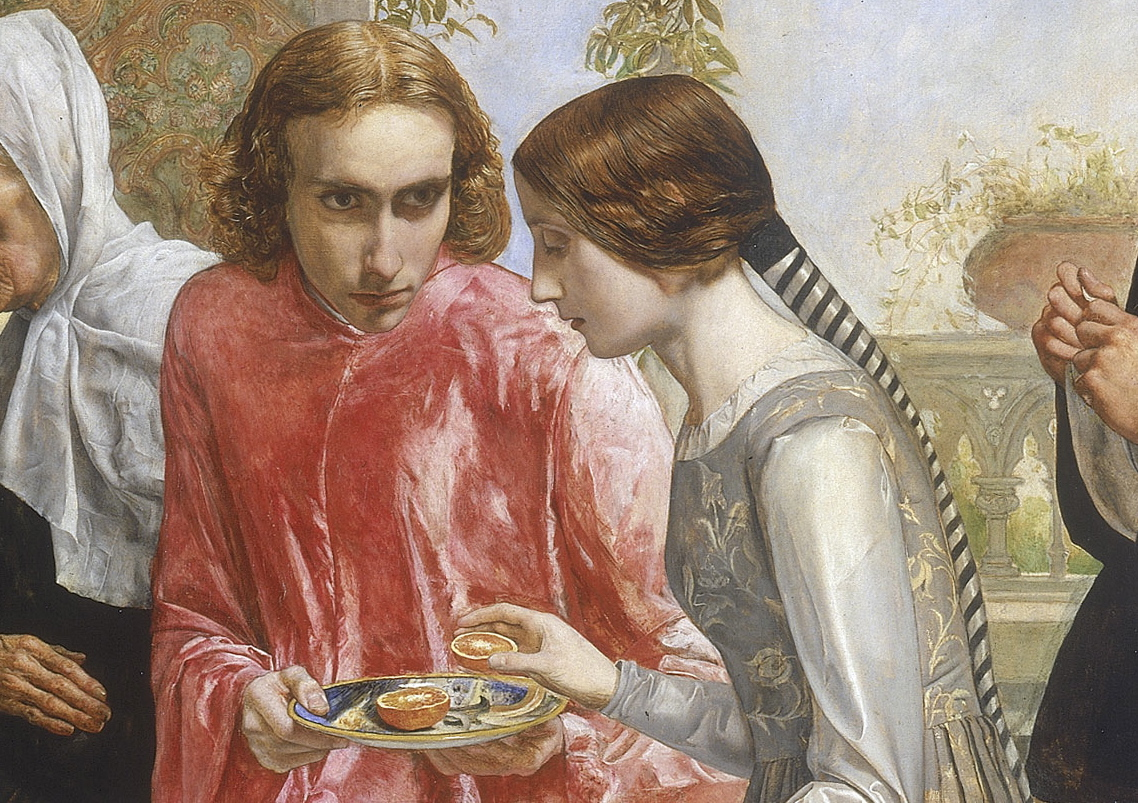
Isabella di Millais: dettaglio di Lisabetta da Messina col coazzone di Beatrice.

È stato suggerito che la Beatrice della Pala Sforzesca sia stata fonte d'ispirazione per la Isabella (1848) di John Everett Millais - una delle prime grandi dichiarazioni di preraffaellitismo, illustrante la novella boccaccesca di Lisabetta da Messina - proprio per via di un disegno dello stesso Millais, datato al medesimo anno 1848, che effettivamente la raffigura.

### Attualità
Il comune di Milano ha in progetto di dedicarle un monumento.